# Cementerio Parroquial de Puerto Berrío
El Cementerio Parroquial de Puerto Berrío es un cementerio colombiano con forma de Cruz de Malta ubicado a trece cuadras del parque, en donde se encuentra la Iglesia de Nuestra Señora de los Dolores, en el municipio de Puerto Berrío, en el sector de Pueblo Nuevo, sobre el cruce de la calle 18 con carrera 7.

## Historia
Antes de que el cementerio fuera creado oficialmente, un camposanto denominado La Pola era utilizado con ese fin (actualmente, en ese camposanto está la escuela La Milla), hasta que el 7 de febrero de 1935, el párroco Fructuoso Pérez solicitó al concejo municipal un lote para ello. El 27 de agosto de 1936, ya estaba formada la Junta Pro-cementerio, y se solicitó al concejo ceder tres hectáreas para la construcción del cementerio; hectáreas que habían sido cedidas por el gobierno nacional mediante Decreto 960 de 1926.
Antonio J. Londoño, presidente de la junta, autorizó la utilización de $ 500.oo el 15 de diciembre de 1937 destinados la construcción de ese lugar, sin embargo, aunque el territorio era propiedad del municipio con el fin de emplearse en la ampliación del perímetro urbano desde hacía nueve años, se trataba de un terreno baldío, por lo que se solicitó la expropiación del mismo. Cuando finalmente se hubo expropiado, a finales de octubre de 1958, las obras iniciaron; en ese entonces Julio Álvarez Restrepo se desempeñaba como sacerdote.
A principios de 1959 había ya 1040 bóvedas y 2575 osarios, además de la capilla rectilínea con capacidad para 200 personas y la entrada, con techo en forma de arco, de granito y rejas de hierro.